# 鈴木鑑
鈴木 鑑（すずき かん、1916年（大正5年）- 1994年（平成6年）12月23日は、日本の医学者。専門は血清学、免疫学。東京大学名誉教授。静岡県出身。

## 人物・経歴
静岡県立静岡中学校に学ぶ。1940年（昭和15年）、東京帝国大学卒業。病理学教室血清化学部入室（緒方富雄助教授）、1948年（昭和23年）、東京医科大学助教授（細菌血清学、工藤正四郎教授、血清学担当）、1952年（昭和27年）、同、副教授。1962年（昭和37年）、東京大学教授（血清学）。1977年（昭和52年）、定年退官。1978年（昭和53年）から1987年（昭和62年）まで帝京大学教授（細菌学）。1987年（昭和62年）から1992年（平成4年）まで同、客員教授。

## 著書
- 『血清学免疫学入門』 南山堂 1992.3
- 『免疫学血清学の歩んできた道』（第三版）[4] 近代出版 1990.9
- 『血清学免疫学入門』 南山堂 1981.11
- 『免疫学血清学の歩んできた道』 近代出版 1980.8

### 共著
- 『現代免疫学』 大原達, 鈴木鑑, 木村義民 著 朝倉書店 1973
- 『臨床検査技術講座 第2集』 鈴木鑑,水岡慶二 著	金原	1971
- 『Rh式血液型』 鈴木鑑, 村上省三, 松橋直 著 医歯薬出版 1958